# شبكة راديو وتلفزيون العرب
شبكة راديو وتلفزيون العرب أو إختصاراً بـ إيه آر تي (بالإنجليزية: ART) هي شبكة قنوات متنوعة مشفرة بنظام الدفع المسبق مقابل المشاهدة، كان يملكها رجل الأعمال السعودي صالح كامل.

## نبذة عن الشبكة
تعتبر أول شبكة قنوات متخصصة في الوطن العربي بدأت بثها من فوتشينو-أفزانو بالقرب من العاصمة الإيطالية روما في الخامس عشر من أكتوبر عام 1993 على القمر عربسات بخمس قنوات مجانية على مدار الساعة و في عام 1996 تحولت إلى قنوات مدفوعة.
كانت تمتلك مجموعة قنوات متخصصة في الموسيقى والأفلام والمنوعات والأطفال إضافة إلى الرياضة.
في أوائل 2002 و مع استلام عبد الله نجل صالح كامل للقنوات الرياضية في الشبكة، تم تصفية مجموعة من القنوات الأخرى مثل "قناة الموسيقى art5 "، التي كانت تحتكر عدد من الفنانين العرب حيث بيعت القناة لمجموعة روتانا السعودية الشريكة لشبكة راديو وتلفزيون العرب والتي يملكها الوليد بن طلال بن عبد العزيز.
بدأت القنوات بثها من العاصمة روما في إيطاليا و بعدها انتقلت مكاتب البث للتتوزع بين المملكة الأردنية الهاشمية - العاصمة عمان ،القاهرة-مصر وبيروت-لبنان.
تعرضت الشبكة لإنتقادات واسعة بسب احتكارها للنقل التلفزيوني لنهائيات كأس العالم 2006 في المنطقة العربية.
كانت الباقة الرياضية تتحتكر الدوريات العربية ودوري ابطال العرب -ودوري ابطال أوروبا والدوري الإنجليزي الممتاز لكنها خسرت الدوري الإنجليزي لصالح باقة شبكة أوربت شوتايم ،فيما كانت الضربة القاضية خسارتها دوري ابطال أوروبا لصالح قناة الجزيرة الرياضية موسم 2009و2010 ولمدة خمسة سنوات.
قامت ببيع قنواتها الرياضية وما بقيت تملكه من حقوق رياضية إلى شبكة الجزيرة الرياضية في 21 نوفمبر 2009 بسبب الخسائر المادية الكبيرة.
فقدت الشبكة بريقها بعد بيع الباقة الرياضية واغلقت الكثير من قنواتها ولم تبقَ إلا بعض القنوات التي أصبحت تعمل بالشراكة مع باقة شبكة أوربت شوتايم وبعد سنوات مع OSN الشبكة توقفت عن التعامل مع OSN في 2023 وأصبحت تبث فقط عبر منصات البث الرقمي ومزودين التلفزيون في بعض الدول مثل مصر اما في بقية الدول فهي تبث فقط على المنصات الرقمية.

## راديو وتلفزيون العرب والشراكة مع OSN
- بعد منح قناة الموسيقى لشركة روتانا التي يملكها الأمير الوليد بن طلال في أغسطس 2003
- و إغلاق قنوات إيه آر تي تيينز وإيه آر تي المناهج و قناة المناسبات و قناة الأوائل عين في العام 2008
- باعت بعدها شبكة راديو وتلفزيون العرب قنواتها الرياضية لشبكة الجزيرة الرياضية عام 2009
- أما القنوات الأخرى فبقيت تبث بالشراكة مع شبكة أوربت شوتايم والتي كانت تفتقر للمحتوى العربي.
- كما توقفت الشركة عن بيع أجهزة الاستقبال الخاصة بها وباعتها لعدة قنوات أخرى وذلك لامتلاكها نظام تشفير متطور

## القنوات الحالية

### إيه آر تي أفلام 1

الشعار القديم لقناة الأفلام 1.

إيه آر تي أفلام 1 هي أول قناة أفلام عربية متخصصة في الوطن العربي تأسست عام 1994 لصاحبها رجل الأعمال السعودي صالح كامل. بدأت بثها من العاصمة الإيطالية روما، وفي العام 2002 إنتقلت مكاتب البث إلى القاهرة تحتوي مكتبتها على أكبر أرشيف من الأفلام العربية والمصرية والحصرية، تديرها الفنانة صفاء أبو السعود - زوجة صالح كامل وتعرض الأفلام العربية القديمة والحديثة كما تمتلك أكبر مكتبة أفلام عربية. في الأول من أغسطس تم إطلاق قناة أفلام 2. ساهمت هذه القناة في شهرة العديد من المذيعين أمثال وفاء الكيلاني، كريم كوجاك، بوسي شلبي ومنى الشاذلي، سهير جودة ونادين حيدر. وتغطي أهم المهرجانات مثل مهرجان كان السينمائي ومهرجان الإسكندرية السينمائي الدولي.
من بين أشهر البرامج: ساعة صفا، سهراية، لا تذهب هذا المساء، عيون art، كرنفال، البيوت أسرار، كلاكيت، وطبق النجوم : الذي كان يستضيف كبار النجوم ويقدم أشهى الأطباق التي يطبوخنها 

### إيه آر تي أفلام 2

الشعار القديم لقناة الأفلام 2

إيه آر تي أفلام 2 هي قناة تأسست عام 2003 وهي القناة الثانية بعد قناة الأفلام 1. تعرض الأفلام المصرية القديمة الملونة والأبيض والأسود وتعرض كثيرا أفلام النجم عادل إمام بالإضافة إلى نور الشريف والممثلين المشهورين مثل حسين فهمي وأحمد بدير ليلى كمال وغيرهم 1. ومن برامجها هو برنامج واحد هو "خارج نطاق الخدمة" تفسير البرنامج :- يكون هناك مذيع والذي حجاج عبد العظيم ومعه ضيفين ومن ثم يقل احترامه مع الضيف مثل مقاطعته عندما يتحدث معه ، يتشاجر معه ، يهدده بالضرب ، والضيف الثاني يحاول أن يدافع عنه .

### إيه آر تي حكايات
تأسست قناة حكايات (آي آر تي) عام 2001 وكانت أول قناة للمسلسلات في الشبكة تبث على مدار الساعة مخصصة للدراما العربية، 

أول شعار لقناة حكايات (آي آر تي) عام 2001.

 مع أجدد المسلسلات التلفزيونية وأكثرها حصرية التي تقدم نجوم الفن العربي في بداية كل شهر. كانت تقوم بإحياء العصر الرومنسي للدراما العربية، حيث تمتلك أكبر مكتبة من المسلسلات العربية المصرية الخليجية والسورية، وتعرضها على مدار الأسبوع وتمتاز بعرضها لأحدث المسلسلات الرمضانية. أطلقت الشكبة قناتي حكايات زمان وكمان في عام 2008، وكانت تبث فقط في شهر رمضان. عام 2011، توقفت عن عرض المسلسلات العربية واقتصرت على إنتاجات الدراما المصرية جراء انخفاض نسب المشاهدة للقنوات بعد بيع الشبكة حقوقها الرياضية للجزيرة الرياضية(بي ان سبورت حاليا).

### إيه آر تي سينما
إيه آر تي سينما قناة تنقل للمشاهد العربي صالة السينما إلى المنزل، تعرض يوميا أفلام حديثة لم تعرض من قبل وتكون في عرضها الأول.

### راديو إيه آر تي الموسيقى
ما زال يبث إلى الآن على مدار الساعة أحدث الأغاني العربية القديمة والحديثة، إضافة إلى البرامج الحوارية الفنية وهو مخصص لمشتركي الولايات المتحدة الأمريكية.

### إيه آر تي أمريكا

شعار إيه آر تي أمريكا.

تأسست إيه آر تي أمريكا عام 1996، وهي مخصصة للمشاهدين العرب في القارة الأمريكية، وأستراليا وتقدم البرامج الترفيهية والألعاب إضافة إلى المسلسلات العربية والأغاني كما تقدم برامج دينية وغيرها الكثير. من أهم البرامج التي تقدمها o2 الذي يقدمه اللبناني شادي خليفة، The Bridge top10، تقديم سليفانا، من بيروت، تقديم لينا الدبسي وعرب.

### إيه آر تي الطرب

شعار إيه آر تي الطرب.

أطلقت إيه آر تي الطرب في الأول من نوفمبر 2000. تقوم القناة بعرض أعمال نجوم الطرب والفن الأصيل أمثال السيدة فيروز وكوكب الشرق أم كلثوم والعديد من عمالقة الموسيقى العربية القديمة، بالإضافة إلى المسلسلات التي تعنى بحياتهم وسيرتهم أمثال،أسمهان،ليلى مراد كما تقدم برامج متتخصة بالطرب والموسيقى ولقاءات نادرة وحصرية معهم تبث من الإمارات العربية المتحدة ومنذ العام 2011 أصبحت موجهة لمشتركي الولايات المتحدة الأمريكية هنالك الكثير من نجوم الفن الحديث قاموا بالغناء للمشاهير في حفلاتهم كأصالة نصري وأنغام، صابر الرباعي سلطان الطرب جورج وسوف امال ماهر ونجوم الفن الخليجي محمد عبده وغيره، الموشحات والقدود الحلبية بصوت صباح فخري وقامت برعاية مهرجانات وحفلات عربية كثيرة مثل مهرجان الجنادرية بيت الدين دار الأوبرا المصرية وجرش، قرطاج. ومن أشهر البرامج التي تقدمها عالبال وهو البرنامج الذي افتتحت به قناة الطرب، تقديم لارا طماش، نغم القوافي تقديم نجاح المساعيد، زين الكلام، رحلتي تقديم لارا طماش، وطرب × طرب تقديم لارا طماش.
- راديو إذاعة الذكر للقرآن الكريم
- قناة إقرأ الدينية

## القنوات السابقة

الشعار القديم لشبكة راديو وتلفزيون العرب.

- ART Movie World
- art المفتوحة
- art الجامعية
- art المعارف
- art الذهبية
- art على كيفك
- art كوميدي.[21]

### إيه آر تي تينز

شعار إيه آر تي تينز.

كانت آرتينز أو إيه آر تي تينز قناة مخصصة للأطفال تأسست عام 1993. وكانت القناة الثالثة في الشبكة التي كانت تحمل اسم إيه آر تي3 ومن ثم تغير إلى إيه آر تي الأطفال عام 1998. بدأت بثها من العاصمة الإيطالية روما، وهي أول قناة عربية متخصصة بنقل الرسوم المتحركة والبرامج التي تتعلق بالأطفال الأفلام وغيرها الكثير. في الفترة الصباحية تكون إيه آر تي الأطفال وفي المساء تتحول إلى إيه آر تي الشباب، كان يفك تشفيرها كل عطلة صيفية ليتسنى لجميع الأطفال العرب مشاهدتها. تغير اسمها إلى إيه آر تي تيينز وانتقلت مكاتب البث عام 2002 إلى المدينة الإعلامية في العاصمة الأردنية عمان. في عام 2008 توقفت عن البث بسبب الظروف الاقتصادية التي تعرضت لها الشبكة و أنها وعدت بعودة القناة في رمضان من نفس السنة على تردد اي ار تي حكايات لكن لم يحصل ذلك.
كان من بين أبرز البرامج التي تقدمها طالع نازل البحار، الفضاء مع الجزائرية عديلة ربيب؛ وقت الفرح مع الأردنية عروب صبح؛ ألعب مع فرح ومرح مع اللبنانية جورجيت فغالي، عقبالك في يوم ميلادك؛أطلب وأختار مع المغربية حسناء العمراني؛ سيني سيتي مع الأردنية رنا سلطان؛ توب كليب كليب مع المصرية سهى أحمد، أطفالنا الساعة مع السعودي عبد العزيز الترك، أنوار رمضان مع المصرية نادية عمارة.
ومن بين الرسوم المتحركة التي عرضتها أبناء توم وجيري، الجاسوسات، الجزيرة الأولمبية، الضاحكون، الفيل بيني، الكابتن رابح، الكايزولانديين، المتحولون، المحقق كونان، المدافعون، المغامران، أبي الحنون، أستريكس وأبيليكس، أفلام باربي، باتمان، بائع الحليب، بوكاهونتاس، بوكيمون، بيف وهركول، بيل وسيباستيان، تان تان، تليتبيز، دروب ريمي، رحلة السنجاب، رينادا، سالي، ساندي بل، سبانك، سبيرو، سلاحف النينجا حول العالم، المحقق كونان، مغامرات سميد، سوبرمان، صاحب الظل الطويل، فليبر و لوباكا، (فيردي)، كاليميرو، كليف هانجر، كونج، لوز وسكر، مغامرات لولو وطبوش، مارتن ميستري، ماروكو الصغيرة، مسلسل كان ياما كان بأجزائه الأربعة، مغامرة هيفي كروكيت، مونتانا، يولاندا، ساندوكان، البحار المغامر، أورسن وأوليفيا، غابة الأماني، غادجيت بوي، مارسو بيلامي، ليزي تاون، والأشكال المرحة.

شعار قناة ART3 الأطفال 1993–1998
شعار قناة ART الأطفال 1998–2000
شعار قناة ART الشباب 1998–2000

### قناة عين (إيه آر تي)

شعار القناة تحت مسمى "عين".

إيه آر تي المفتوحة أو إيه آر تي عين الأوئل كانت القناة المفتوحة لشبكة راديو وتلفزيون العرب. كانت موجهة لجميع الفئات المجتمعية في العالم العربي تأسست عام 1996 عندما قام صالح كامل بتشفير القنوات الخمس ليتسنى للمشاهد العربي غير المشترك في الشبكة بأخذ لمحة عن ما تقدمه الباقة وكانت تقدم أيضا برامج مسابقات ومسلسلات عربية ومكسيكية. تغير اسم المحطة إلى الأوائل عام 2000، وفي عام 2005 أخذت اسم إيه آر تي عين، وأغلقت القناة عام 2008 بسبب المشاكل الاقتصادية التي مرت بها الشبكة.
كان من بين أهم البرامج التي تبثها الأوائل تكسب مع نادين فلاح، ،لارا طماش ،نيشان ديرهاروتيونيان ، إيمان عز الدين شو اسمك مع ليليان إندراوس، المذيعين في إجازة مع شريف فتحي، 5×5 مع لارا طماش ورندة النجار، خانة إليك مع إيمان جمعة، حوار من الداخل مع كمال عبد القادر، وهمس السهاري مع يحيى الأحمدي.

أول شعار للقناة المفتوحة
شعار القناة المفتوحة 1998-2000
شعار قناة art الأوائل 2002-2003
شعار قناة عين 2003-2005
شعار قناةart عين 2005-2008

### إيه آر تي الموسيقى
كانت إيه آر تي القناة الموسيقية الخامسة في شبكة راديو وتلفزيون العرب، والتي أطلقت في يوليو عام 1994. بدأت البث من إيطاليا روما. كانت المحطة الأولى والرائدة عربيا في مجال الموسيقى العربية ، تميزت بطريقة الدفع مقابل المشاهدة لكونها محطة مشفرة
قامت باحتكار العديد من نجوم الغناء في الوطن العربي مثل نجوى كرم ،نوال الزغبي ،عبد الله الرويشد،نوال الكويتية وغيرهم. كانت تقدم أغاني عربية قديمة وحديثة بالإضافة إلى أهم البرامج الحوارية المسابقات الفنية إضافة لتنظيم تغطية ورعاية المهرجانات وأضخم الحفلات الموسيقية. وكانت تنتج العديد من الأغاني المصورة بالتعاون مع شركة روتانا للصوتيات الداعمة لها وشركات فنية أخرى مثل عالم الفن كما لديها إنتاجات حصرية لم تشاهد على أي قناة أخرى. انتقلت مكاتب البث في العام 2001 إلى بيروت لبنان ومعها جميع طاقم العمل.
كان الأمير الوليد بن طلال يمتلك نسبة 25% بالمئة من الأسهم. في شهر يونيو عام 2003 أصبح بن طلال غير راض عن أداء الشبكة فقرر خفض نسبته فيها وشراء المحطة من صاحبها صالح كامل، حيث فض الشراكة بينهما كما قام بفك تشفيرها وجعلها قناة مفتوحة حيث غير اسمها إلى روتانا موسيقى التي حازت على جميع أرشيفها.
كان من أشهر البرامج ستديو المشاهدين: الذي قدمته اللبنانية جومانا بو عيد على مدى ثمانية سنوات واستضافت فيه أهم النجوم العرب؛ وراء الأضواء: وكانت تقدمه التونسيه فرح بن رجب وكانت تغطي أهم الاحداث الفنية وكواليس تصوير الكليبات أشهر الفنانين؛ توب 20: الذي كانت تقدمه اللبنانية نادين فلاح وكان أقوى سباق للأغاني المصورة العربية وشعاره:- we are not alone but we are the best؛أهل الطرب: الذي قدمته الأردنية لارا طماش ويحكي قصة حياة الفنان وبداياته. وكان من بين المهرجانات التي تنقلها حفلات شبكة راديو وتلفزيون العرب، مهرجان جرش (الأردن)، مهرجان جدة الغنائي ومهرجان أبها الغنائي (السعودية)، مهرجان صلالة (سلطنة عمان)، مهرجان قرطاج (تونس)، مهرجان هلا فبراير (الكويت)،مهرجان دبي للتسوق (الإمارات العربية المتحدة)، مع مهرجانات باريس ولندن وبرلين وصلالة والدوحة وأغادير ومارينا،شرم الشيخ، مهرجان الأغنية العربية.

شعار قناة art الموسيقى عام 1994
شعار قناة art الموسيقى 2001
شعار مقدمة برامج قناة art الموسيقى
ستوديو المشاهدين
وراء الأضواء
Top20
أهل الطرب

### إيه آر تي حكايات زمان

شعار إيه آر تي حكايات زمان.

كانت قناة إيه آر تي حكايات زمان تبث على مدار الساعة مخصصة للدراما العربية الكلاسكية، حيث تعرض القناة مسلسلات اشتهرت في حقبة الثمانينيات والتسعينيات من القرن الماضي، مثل نهاية رجل شجاع ولن أعيش في جلباب أبي ورأفت الهجان وغيرها توقفت عن البث في العام 2011 بسبب الظروف الاقتصادية التي مرت بها الشبكة.

### قناة المناسبات (إيه آر تي)

شعار قناة المناسبات (إيه آر تي).

قناة المناسبات (إيه آر تي) كانت قناة تخص كل المناسبات التي تهم كل الشرائح والقطاعات من أفراد ومؤسسات وشركات وجامعات ومدارس ومنشآت صناعية واقتصادية وصحية واجتماعية وسياحية إلخ..ومن أنواع البث التلفزيوني الذي تقدمه القناة، حيث كانت تنقل كافة المناسبات حسب رأي وطلب العميل، مناسبات تنقل لكافة المشاهدين (مباشر - مسجل)،كما تعرض أهم المهرجانات العربية والعالمية

### إيه آر تي أوروبا

شعار إيه آر تي أوروبا.

كانت تتبع شبكة راديو وتلفزيون العرب، وتأسست عام 1996. وكانت مخصصة للمشاهدين العرب في القارة الأوروبية حيث كانت تقدم البرامج الترفيهية والألعاب إضافة إلى المسلسلات العربية والأغاني كما تقدم برامج دينية وغيرها الكثير من برامج الشبكة.

### إيه آر تي المنوعات

شعار إيه آر تي المنوعات.

إيه آر تي المنوعات أو إيه آر تي 1 كانت القناة العامة الأولى في شبكة راديو وتلفزيون العرب، حيث كانت تقدم برامجا تهم الأسرة العربية والمرأة، بالإضافة إلى المسلسلات الحصرية التي تنتجها راديو وتلفزيون العرب كالدراما السورية والمصرية الخليجية المسلسلات المكسيكية، كما تقدم برامج مسابقات وألعاب. قدمت الإعلامية هالة سرحان برامج منها يا هلا والليلة القضية لم تحسم بعد لمنى الشاذلي،  نادي إيه آر تي لكل من منى الشاذلي وأيمن إبراهيم، الكلام الزين مع الهادي حقيق، مذيع في ورطة مع عبد الله عسيري، جسر المحبة مع كل من ليليان إندراوس، التي اشتهرت بجملتها حلوين طيبين بنحبكم، سامي المبزع وعامر الصمادي، خليك ع الخط مع نيشان ديرهاروتيونيان، والخيم الرمضانية من القاهرة وبيروت، كما ظهرت معها الأردنية لارا طماش.

### إيه آر تي سبورت

شعار إيه آر تي سبورت.

كانت إيه آر تي سبورت أو إيه آر تي الرياضية هي القناة الرياضية الأولى التابعة لشبكة راديو وتلفزيون العرب. بدأت بثها من العاصمة الإيطالية روما في 16 نوفمبر 1993 تحت اسم ART 2، وكانت تنقل أهم الأحداث الرياضية في الوطن العربي والعالم، إضافة إلى نشرات الأخبار. وكان من بين أبرز المذيعين كل من رؤوف خليف، عصام الشوالي، خالد الغول، عثمان القريني، ومحمد سعدون الكواري.
في عام 1994، بثت مباريات كأس العالم عام مجانًا ثم تم تشفيرها عام 1996، أما القناة الثانية فأطلقت في 1 يناير 2001 بعدها توسعت وأصبحت تضم أكثر من تسع قنوات مختصة بكرة القدم بالإضافة إلى الرياضات الأخرى مثل كرة السلة، المصارعة الحرة، كرة المضرب والألعاب الأولمبية.
توسعت الشبكة في عام 2002، وأصبحت تضم أكثر من تسع قنوات متخصصة، وانتقلت مكاتب البث إلى المدينة الإعلامية في العاصمة الأردنية عمان. كما أصبحت تمتلك حقوق الكثير من دوريات و بطولات كرة القدم كدوري أبطال أوروبا، الدوري الأوروبي، كأس السوبر الأوروبي ،الدوري الإنجليزي الممتاز، الدوري الألماني، الدوري الفرنسي، الدوري الاسكتلندي الممتاز، دوري أبطال أفريقيا، دوري أبطال آسيا، كأس العالم، كأس الأمم الأفريقية، كأس آسيا، دوري أبطال العرب وبعض الدوريات العربية كدوري المحترفين السعودي، الرابطة الجزائرية المحترفة الأولى، الدوري الأردني للمحترفين، الدوري المصري الممتاز والدوري المغربي. كما حصلت على حقوق رياضات أخرى كالدوري الأمريكي لكرة السلة الرابطة الوطنية لكرة السلة وبطولة ويمبلدون وبطولة أمريكا المفتوحة للتنس وعرض دبليو دبليو إي راو وبعض سباقات السيارات وغيرها من الأحداث الرياضية المهمة.
بدأت الشبكة الرياضية تخسر حقوق أهم البطولات مع ظهور قنوات منافسة كثيرة، وكانت البداية بكأس السوبر الأوروبي والدوري الأوروبي لمصلحة بي إن سبورتس العربية ثم الدوري الألماني لمصلحة دبي الرياضية ثم فقدت حصرية بث الدوري الفرنسي ثم خسرت الدوري الإنجليزي الممتاز لمصلحة شبكة أوربت شوتايم ثم الدوري الإيطالي لمصلحة بي إن سبورتس العربية، فيما كانت خسارتها لدوري ابطال أوروبا لمصلحة بي إن سبورتس العربية القشة التي قصمت ظهر البعير. ولم تعد الشبكة تملك إلا حقوق بعض البطولات التي لا تُلبي طموحات المشاهد العربي مما كبدها خسائر مالية كبيرة اضطرت معها لبيع قنواتها الرياضية إلى بي إن سبورتس العربية.
قامت إدارة شبكة راديو وتلفزيون العرب في 24 نوفمبر 2009 ببيع قنوات إيه آر تي سبورت بجميع أرشيفها ومكتبتها الرياضية وعلامتها التجارية إلى قنوات بي إن سبورتس العربية نظرًا لسوء الحالة الصحية لمالك القناة صالح كامل. عقد مؤتمر صحفي بحضور عبد الله صالح كامل نجل صالح رئيس القنوات الرياضية لإيه آر تي وناصر الخليفي رئيس مجلس إدارة الجزيرة الرياضية أعلن فيها عن صفقة البيع وحصول بي إن سبورتس العربية على كامل الحقوق الرياضية التي كانت بحوزة إيه آر تي سبورت، مع ترك حرية الاختيار للعاملين بالقناة بالانتقال إلى بي إن سبورتس العربية أو وجهات أخرى وبقيت إيه آر تي سبورت 7 فقط ضمن الشبكة لتنقل الدوري السعودي بالشراكة مع بي إن سبورتس العربية حتى نهاية عقدها مع الاتحاد السعودي لكرة القدم عام 2011.

الشعار القديم لقناة art الرياضية الأولى 1998
شعار قناة art الرياضية الثانية 1999
شعار قناة الرياضة عند انطلاقتها عام 1993

### إيه آر تي المناهج

شعار إيه آر تي المناهج.

إيه آر تي المناهج هي قناة تعليمية تأسست عام 1999. اختصت بتقديم البرامج والمناهج التعليمية لطلاب المرحلة الثانوية وكانت تتبع أحدث أساليب التعليم الحديث مثل الرسوم والدراما والمشاهد التعليمية العملية لتطبيقات المواضيع الدراسية. وكانت تقدم قناة المناهج ستة برامج أساسية تشتمل على كل من الرياضيات والفيزياء والكيمياء واللغة الإنجليزية والنحو والصرف والحاسب الآلي، مدعومة ببرامج تعليمية أخرى، وكذلك برامج ترفيهية ورياضية تقدم بين فقرات البرامج الرئيسية.. وفي العام 2003، فكت تشفيرها لجميع الطلاب العرب خاصة السعوديين.

### إيه آر تي العالمية

شعار إيه آر تي العالمية.

إيه آر تي العالمية كانت قناة تابعة لشبكة راديو وتلفزيون العرب. أُطلقت في مايو 2001 لتكون جسراً بين الوطن الأم والمهجر، وأن تكون مرآة لحياة وقضايا ومشكلات أبناء المهجر، ومدرسة لتعليم اللغة العربية لأبناء المهاجرين، بالإضافة إلى تقديم جرعة من الترفيه، وكان توجهها ثقافيًا أكثر من كونه ترفيهياً. وكان من بين أهم البرامج التي تقدمها: برامج خدمية (خدمة للمشتركين) وهو برنامج (دليل المغتربين) الذي يدلهم على حقوقهم وواجباتهم للوطن الأم وللوطن المهجر الذي يعيشون فيه؛ برنامج (الو art) الذي يعده فتحي عبد الله وتقدمه دعاء فاروق؛ البرنامج الحواري الديني (حوار بلا أسوار) وهو من إعداد وتقديم الشيخ جاسم المطوع؛ برامج سياسية تتناول قضايا سياسية قومية كبيرة تقديم د. إيمان نعمان جمعة، والآخر وهو (ضد التيار) برنامج حواري يناقش الأحداث السياسية الآنية إعداد وتقديم بولا يعقوبيان؛ و(لقاء خاص) برنامج حواري سياسي إعداد وتقديم بولا يعقوبيان؛ (حروف ساخنة) برنامج حواري فكري ثقافي يتطرق إلى كتب أثارت جدلاً يعده وقدمه أسامة الغزولي؛ برامج متنوعة عديدة تنتج في اميركا وأوروبا ودول أخرى منها (دروب النجاح)، (عربي في المهجر)، (حديث الغربة)، (بعيدا عن الوطن) تحقيق ميداني من دول أوروبا وأميركا؛ (الأسبوع في ساعة) تعد من عدد من الدول العربية والأوروبية وأميركا تقديم ماجدة ماهر.

## وصلات خارجية
- الموقع الرسمي